# Хасянова Ельвіра Рамілівна
Ельвіра Рамілівна Хасянова (рос. Эльвира Рамилевна Хасянова, 28 березня 1981) — російська спортсменка, спеціалістка з синхронного плавання, олімпійська чемпіонка.

## Виступи на Олімпіадах
| Олімпіада   | Дисципліна | Місце |
| ----------- | ---------- | ----- |
| Афіни 2004  | командні   | 1     |
| Пекін 2008  | командні   | 1     |
| Лондон 2012 | командні   | 1     |